# Чорний Вадим Олександрович
Вади́м Олекса́ндрович Чо́рний (1992—2022) — солдат Збройних Сил України, учасник російсько-української війни, який загинув під час російського вторгнення в Україну.

## Життєпис
Народився 26 вересня 1992 року в м. Біла Церква на Київщині, де і проживав. 
Брав участь у Революції гідності в Києві у 2013 році.
З початком російського вторгнення в Україну в 2022 році став на захист України. Служив старшим стрільцем-зенітником роти спеціального призначення однієї з елітних військових частин. 
Загинув 30 липня 2022 року під час виконання бойового завдання в районі населеного пункту Новосілка, діставши внаслідок вогневого контакту з ворогом множинні проникні кульові поранення, несумісні з життям.
Похований у с. Скибин (Уманський район, Черкаська область), на рідній землі його матері. Залишились батьки.

## Нагороди
- орден «За мужність» III ступеня (12.12.2022) (посмертно) — за особисту мужність і самовіддані дії, виявлені у захисті державного суверенітету та територіальної цілісності України, вірність військовій присязі.[4]